# Falco chicquera
El alcotán turumti o halcón de cuello rojo (Falco chicquera) es una especie de ave falconiforme de la familia Falconidae residente, muy extendida en la India y las regiones adyacentes, así como en el África subsahariana. Se le conoce como turumti a nivel local.

## Características
El alcotán turumti es de tamaño mediano, de largas alas especies con la corona y la nuca rojiza brillante. Su tamaño es de 30-36 cm de longitud con una envergadura alar de 85 cm. Los sexos son similares, excepto en el tamaño: los machos son más pequeños que las hembras, como es habitual en los halcones. Las aves jóvenes son beige por debajo, con un barrado menor y un plumaje superior opaco.
El adulto de la subespecie Africana Falco chicquera ruficollis tiene una cara blanca, con unas rayas negras que le dan aspecto de bigote. Las partes superiores son de color gris pálido, con las plumas remiges primarias y la punta de la cola negras. El vientre es de color blanco con un barrado negro en la parte inferior de las alas, pecho y bajo la cola. Las patas y el iris son de color amarillo. La voz de esta especie es un agudokek-kek-kek.
Los machos del oeste africano se sabe que pesan entre 139 y 178 gramos, mientras que las hembras se encuentran entre 190 y 305 gramos. Las aves al sur del río Zambeze son especialmente grandes y se suelen separar como subespecie Falco chicquera horsbrughi, pero la variación del tamaño puede ser clinal y esta última subespecie no sería válida.
La subespecie nominal asiática Falco chicquera chicquera tiene las rayas del "bigote" rojizas, carece de las barras en el pechos, y en general esta menos barrada que la subespecie de África.

## Historia natural
Se le encuentra en la sabana y otras áreas abiertas secas con algunos árboles, pero también en los bosques ribereños. A menudo se posa escondido en la copa de una palmera de Borassus (Borassus aethiopium), y persigue a las aves, murciélagos e insectos grandes con un vuelo rápido. Es más activo al amanecer y al atardecer, cazando por debajo de las copas de los árboles. A menudo caza en parejas, utilizando una técnica en la que uno de los dos vuela bajo y hace levantar el vuelo de pequeñas aves, mientras que la otra sigue más arriba y se apodera de la presa a medida que sale de la cobertura.
Este halcón utiliza los nidos abandonados de córvidos en árboles viejos, donde pone 3-5 huevos También es frecuente que los deposite en la corona de un palmera.

## Relaciones filogenéticas
Las relaciones filogenéticas de Falco chicquera son poco claras. Se relaciona a veces con Falco columbarius o con Falco cuvierii. En realidad podría ser pariente lejano del halcón peregrino, pero se necesitan nuevos estudios para resolver este problema. En cualquier caso, las formas de África y la India son muy diferentes y probablemente han sido separados por largo tiempo, podrían incluso ser consideradas especies distintas.

## Subespecies
Se conocen tres subespecies de Falco chicquera:
- Falco chicquera chicquera - de Irán a India, Nepal y Bangladés.
- Falco chicquera ruficollis - de Senegambia a Etiopía, Somalia, Zambia y norte de Mozambique.
- Falco chicquera horsbrughi - de Zimbabue y sur de Mozambique a Angola y norte de Sudáfrica.